# Marco d’Agrate

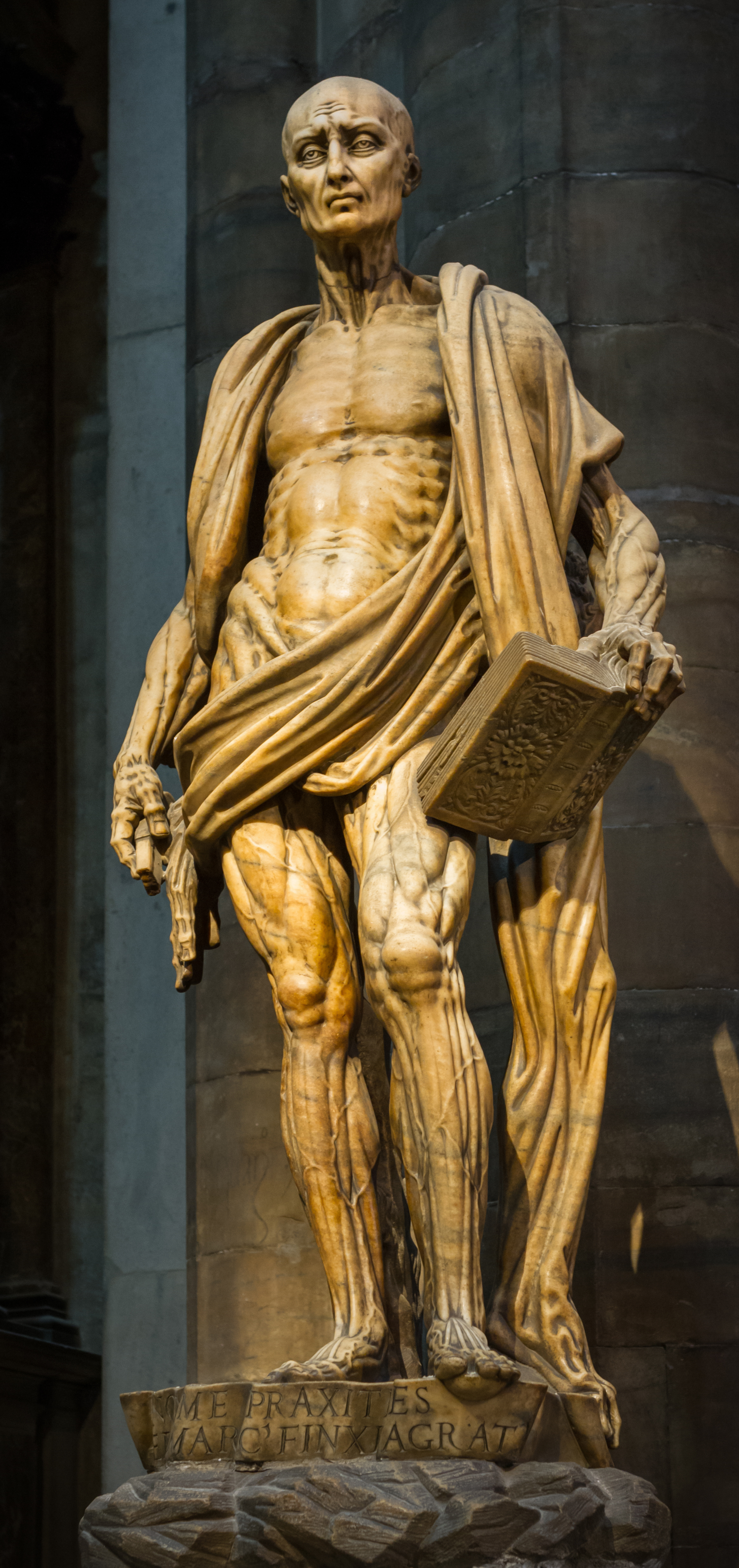
San Bartolomeo. Statue des lebendig gehäuteten Hl. Bartholomäus im Mailänder Dom (1562).

Marco d’Agrate  (* um 1504; † um 1574 in Mailand) war ein italienischer Bildhauer des Cinquecento.
Marco Ferrari d’Agrate entstammte einer lombardischen Familie von Bildhauern und trat erstmals als Künstler des Grabmals von Sforzino Sforza, einer Gemeinschaftsarbeit mit seinem Bruder Gianfrancesco für die Basilika Santa Maria della Steccata in Parma in Erscheinung. Für das Jahr 1522 ist d’Agrate erstmals im Dienst des Mailänder Doms belegt. Von 1541 bis 1571 war er an den Arbeiten zur Fassade der nördlich von Pavia gelegenen Klosteranlage Certosa di Pavia beteiligt. Im Jahr 1547 arbeitete d’Agrate an Figuren für die Sarkophage in der Mailänder Kirche San Nazaro in Brolo. Zwischen 1556 und 1558 arbeitete er am Grabmal Giovanni del Contes in der Kirche San Lorenzo Maggiore. Zu den bekanntesten Werken d’Agrates gehört die 1562 entstandene Statue des Hl. Bartholomäus im Mailänder Dom.